# Robert DeLeo
Robert DeLeo (ur. 2 lutego 1966 w Glen Ridge, New Jersey) – amerykański basista rockowy.
Robert DeLeo to członek zespołu grunge'owego – Stone Temple Pilots (STP). W listopadzie roku 2006 został założony zespół – Army of Anyone. W skład "AoA" wchodzili: Richard Patrick – śpiew, Ray Luzier – perkusja, Robert DeLeo – gitara basowa oraz Dean DeLeo – gitara elektryczna.